# Robert B. Laughlin
Robert Betts Laughlin (Visalia, EUA 1950) és un físic i professor universitari estatunidenc guardonat amb el Premi Nobel de Física l'any 1998.

## Biografia
Va néixer l'1 de novembre de 1950 a la ciutat de Visalia, situada a l'estat nord-americà de Califòrnia. Estudià física a la Universitat de Berkeley, on es llicencià el 1972, i posteriorment aconseguí el doctorat a l'Institut Tecnològic de Massachusetts l'any 1979.
Entre 1989 i 2004 fou professor de física a la Universitat Stanford. Actualment és president de l'Institut Avançat de Ciència i Tecnologia de Corea (KAIST), situat a la ciutat de Daejeon, Corea del Sud.

## Recerca científica
L'any 1983, al costat del físic alemany Horst Ludwig Störmer i el nord-americà Daniel Chee Tsui, aconseguí descriure l'Efecte Hall Quàntic, el descobriment d'una nova forma de fluid quàntic amb excitacions carregades de fraccions. Per aquest descobriment els tres físics foren guardonats amb el Premi Nobel de Física l'any 1998.